# Francis Seeck
Francis Seeck (geboren 1987 in Ostberlin) hat eine Professur für Theorien und Handlungslehre der Sozialen Arbeit mit Schwerpunkt Demokratie- und Menschenrechtsbildung an der Technischen Hochschule Nürnberg Georg Simon Ohm inne. Die forschungsorientierte Professur ist an der Fakultät Sozialwissenschaften angesiedelt. Seeck forscht und lehrt zu sozialer Ungleichheit, Klassismus, Sorgearbeit, politischer Bildung, Gender und Queer Studies, Antidiskriminierung und menschenrechtsorientierter Sozialer Arbeit. Seit 2010 ist Seeck in der Antidiskriminierungspädagogik und politischen Bildung tätig.  

## Leben und Wirken
Francis Seeck wuchs als Kind einer langzeiterwerbslosen alleinerziehenden Mutter auf. Frühe Kindheitserinnerungen sind von Auswirkungen der Klassengesellschaft geprägt. Seeck studierte von 2008 bis 2016 Kulturwissenschaften und Europäische Ethnologie an der Europa-Universität in Frankfurt (Oder), der American University in Washington, D.C. und der Humboldt-Universität zu Berlin. Von 2020 bis 2021 hatte Seeck die Vertretungsprofessur für Sozialarbeitswissenschaft und Soziologie an der Hochschule Neubrandenburg inne. Nach der Promotion an der HU Berlin hat Seeck dort von 2021 bis 2023 eine Post-Doc-Stelle inne.
Mit der Streitschrift Zugang verwehrt. Keine Chance in der Klassengesellschaft: wie Klassismus soziale Ungleichheit fördert, die 2022 erschien, thematisiert Seeck das Zusammenwirken von strukturellen Diskriminierungsformen aufgrund von Klassenherkunft oder -zugehörigkeit, sozialen Benachteiligungen und damit verbundenen gesellschaftlichen Auswirkungen. 2020 gab Seeck gemeinsam mit Brigitte Theißl den Sammelband „Solidarisch gegen Klassismus. Organisieren, intervenieren, umverteilen“ heraus.

## Publikationen (Auswahl)
- Recht auf Trauer. Bestattungen aus machtkritischer Perspektive. Edition Assemblage 2017, ISBN 978-3-96042-020-0.
- mit Brigitte Theißl (Hg.): Solidarisch gegen Klassismus – organisieren, intervenieren, umverteilen. Unrast Verlag 2020, ISBN 978-3-89771-296-6.
- Care trans_formieren. Eine ethnographische Studie zu trans und nicht-binärer Sorgearbeit. transcript Verlag 2021, ISBN 978-3-8376-5835-4.
- Zugang verwehrt: Keine Chance in der Klassengesellschaft: wie Klassismus soziale Ungleichheit fördert. Atrium Verlag 2022, ISBN 978-3-85535-128-2.
- Klassismus überwinden. Wege in eine sozial gerechte Gesellschaft. Unrast, Münster 2024, ISBN 978-3-89771-380-2.
- mit Claudia Steckelberg (Hg.): Klassismuskritik und Soziale Arbeit. Analysen, Reflexionen und Denkanstöße. Beltz Juventa, Weinheim 2024, ISBN 978-3-7799-7871-8.

Beiträge
- Rest in Protest?! Widerständige Praktiken im Kontext ordnungsbehördlicher Bestattungen. In: Lea Spahn u. a. (Hrsg.): Verkörperte Heterotopien: Zur Materialität und [Un-] Ordnung ganz anderer Räume. transcript 2017 Bielefeld ISBN 978-3-8376-3873-8. S. 265–280
- Heteronormativitätskritische Perspektiven in der kulturellen Bildungsarbeit. In: Anja Schütze, Jens Maedler (Hrsg.): Weiße Flecken. Diskurse und Gedanken über Diskriminierung, Diversität und Inklusion in der Kulturellen Bildung. Koepad München 2018, ISBN 978-3-86736-463-8.
- Caring for the Death? Engagierte Forschung im Feld anonymer behördlicher Bestattungen. In: Beate Binder u. a. (Hrsg.): Care: Praktiken und Politiken der Fürsorge: Ethnographische und geschlechtertheoretische Perspektiven. Opladen, Budrich 2019, ISBN 978-3-8474-2104-7. S. 159–176.
- Geschlechtliche Zusammen_Arbeit. Kollaborativ Forschen jenseits von Zweigeschlechtlichkeit. In: Berliner Blätter 83 2021, 19–27.
- Kohlenkeller In: Maria Barankow, Christian Baron: Klasse und Kampf. Bundeszentrale für politische Bildung 2022, ISBN 978-3-7425-0847-8.
- Warum wir eine trans und nicht-binäre Klassenpolitik brauchen. In: Lia Becker, Atlanta Ina Beyer, Katharina Pühl (Hrsg.): Bite Back! Queere Prekarität, Klasse und unteilbare Solidaritäten. Münster: Edition Assemblage 2022